# John Pellet's Dream
John Pellet's Dream è un cortometraggio muto del 1916 scritto, interpretato e diretto da Rupert Julian. Nel cast, appaiono anche i nomi di Bertram Grassby, Abe Mundon, Elsie Jane Wilson, Sydney Haben, Gerard Alexander.

## Produzione
Il film, prodotto dalla Universal Film Manufacturing Company (come Laemmle), venne girato negli Universal Studios al 100 di Universal City Plaza a Universal City

## Distribuzione
Distribuito dalla Universal Film Manufacturing Company, il film - un cortometraggio in una bobina - uscì nelle sale cinematografiche statunitensi il 26 febbraio 1916.